# Deliathis incana
Deliathis incana là một loài bọ cánh cứng trong họ Cerambycidae.